# مقاطعة غراهام (كانساس)
مقاطعة غراهام (بالإنجليزية: Graham County)‏ هي إحدى المقاطعات في ولاية كانساس، الولايات المتحدة الأمريكية.